# New Market (Minnesota)
New Market – miasto w Stanach Zjednoczonych, w stanie Minnesota, w hrabstwie Scott.